# Нова Річка
Нова́ Рі́чка (рос. Новая Речка) — річка в Росії, протікає територією Удмуртії (Ярський район) та Кіровської області (Омутнінський район), права притока Омутної.
Бере початок на Верхньокамській височині в Удмуртії. Тече північний захід та захід через ліси. Має декілька дрібних приток.